# Zamarada pulverosa
Zamarada pulverosa är en fjärilsart som beskrevs av W. Warren 1895. Zamarada pulverosa ingår i släktet Zamarada och familjen mätare. Inga underarter finns listade i Catalogue of Life.